# Iglesia de San Donato (Zadar)
La iglesia de San Donato de Zadar, Croacia, es un templo católico y monumento de estilo prerrománico de principios del siglo IX, considerado como el más importante de su período que se conserva en Dalmacia.
Se construyó en el momento en que la ciudad se había convertido en una potencia naval capaz de igualar a Venecia. Si bien primero recibió el nombre de la Sagrada Trinidad, posteriormente se le cambia en memoria del obispo Donato que se creía que había impulsado su construcción. Se tiene constancia de que San Donato fue un obispo que jugó un importante papel en las relaciones franco-bizantinas en el mar Adriático entre los años 801 y 814. También fue quien llevó a Zara las reliquias de Santa Anastasia, una de les patronas de la ciudad.
De planta redonda, coronada por una cúpula de 27 m de altura, está rodeada por una galería que se extiende alrededor de tres ábsides al este. Tanto su estilo como su planta circular son una mezcla de las primeras manifestaciones de arte carolingio y de los templos bizantinos. Tanto en el interior como en el exterior, se aprecia el uso de materiales antiguos procedentes del foro romano para la fundamentación de los muros.
El tesoro de la iglesia contiene parte de los mejores trabajos dálmatas en metal, destacando el arca de plata o relicario de San Simeón (1380), y el pastoral personal del obispo Valaresso (1460).
A la vez imponente y austero, armonioso y original, no es sorprendente que sea considerada el símbolo de Zara. Su interior rígido tiene una acústica excelente y es utilizado como escenario del concierto del Festival Internacional anual de Música del Renacimiento Medieval, también conocido como «Las Tardes Musicales de San Donato».